# Asparn (Gemeinde Langenrohr)
Asparn ist eine Ortschaft und eine Katastralgemeinde der Marktgemeinde Langenrohr im Bezirk Tulln in Niederösterreich. Die Ortschaft hat 381 Einwohner (Stand 1. Jänner 2024).

## Geografie
Das Dorf liegt nördlich von Langenrohr und westlich der Großen Tulln. Durch den Ort führen die Landesstraßen L2149 und L2150. Beim Ort fließt der Hochwiesgraben in die Große Tulln und im Westen liegt die Wochenendsiedlung Feriensiedlung Asparn.

## Geschichte
Im Jahr 1822 wurde der Ort als Dorf mit 36 Häusern genannt, das nach Langenrohr eingepfarrt war, wohin auch die Kinder eingeschult wurden. Die Herrschaft Plankenberg besaß die Ortsobrigkeit. Die Herrschaft Judenau übte die Landgerichtsbarkeit aus und besorgte die Konskription. Die Untertanen und Grundholde des Ortes gehörten der Herrschaft Plankenberg.
Laut Adressbuch von Österreich waren im Jahr 1938 in Asparn ein Altmaterialienhändler, zwei Gastwirte, zwei Gemischtwarenhändler, zwei Schuster, ein Tischler und mehrere Landwirte ansässig.